# Lidija Nikolajewna Rjumina
Lidija Nikolajewna Rjumina (russisch Лидия Николаевна Рюмина, geb.: Kusmina russisch Кузьмина; * 22. August 1904 in Moskau; † 2. November 1982) war eine sowjetische Theater- und Film-Schauspielerin.

## Leben und Leistungen
Lidija Nikolajewna wurde als Tochter von Nikolai Nikolajewitsch Kusmin, der als Graveur in einer Manufaktur arbeitete, geboren. Ihre Mutter war Hausfrau. Das Ehepaar hatte 8 Kinder, Lidija gehörte zu den mittleren.
Von 1912 bis 1921 besuchte sie das 4. Frauengymnasium, das infolge der Revolution aber in eine Realschule umgewandelt wurde. Nebenbei sang sie im Kirchenchor und trat nach ihrem Schulabschluss in ein Konservatorium ein, Stimmbänderprobleme verhinderten jedoch eine Gesangsausbildung. Von 1921 bis 1929 arbeitete sie zunächst als Schreibkraft in verschiedenen Moskauer Dienststellen und besuchte danach bis 1932 die Proletkultur-Schauspielschule. Den Abschluss erwarb sie beim Moskauer Arbeitertheater sowie dem Theater des Sowjetischen Gewerkschaftsbundes. 1936 trat die Nachwuchsdarstellerin in das Theater der Straßenbahner ein, das ab dem 20. Februar 1938 den Namen Theater des Leninschen Komsomol trug. Hier spielte sie bis zu ihrem Tod und galt als Expertin für Nebencharaktere, die sich durch Aufrichtigkeit und Witz ausgezeichneten. Obwohl Rjumina auch in mehreren Stücken ausländischer Autoren zu sehen war, hatte sie ihre bekanntesten Auftritte jedoch in Interpretationen russischer bzw. sowjetischer Stücke. Die dunkelhaarige Mimin gab u. a. die Schnapsbrennerin in einer Adaption von Wie der Stahl gehärtet wurde, das Kindermädchen in Nora oder Ein Puppenheim, die Belotelowa in Balsaminows Heirat und die Pelageja Jegorowna in Armut ist kein Laster von Alexander Ostrowski, die Botschkarewa in Oleksandr Kornijtschuks Платоне Кречете (Platone Kretschete) und die Arina Pantelejmonowa in Gogols Die Heirat. Außerdem trat Rjumina in Die kleinen Füchse von Lillian Hellman auf und spielte in Michail Schatrows Мои надежды (Moi nadeschdy) an der Seite von Tatjana Peltzer. Neben ihrer Bühnentätigkeit übte sie im Lenkom-Theater außerdem die Funktion der Gewerkschaftssekretärin aus.
Im Gegensatz zu ihren Theaterengagements war der Umfang von Rjuminas filmischem Schaffen sehr begrenzt. Sie gab ihr Debüt 1938 in Alexander Rous erstem Film Der Zauberfisch (1938), in den nächsten zwanzig Jahren sollten aber nur zwei weitere Statistenrollen folgen. Erst ab  Aljoschas Liebe (1961) war sie wieder vereinzelt vor der Kamera aktiv, zuletzt 1978 in zwei Folgen der Krimiserie Следствие ведут Знатоки (Sledstwije wedut Snatoki). Außerdem nahm Rjumina vier Engagements als Synchronsprecherin wahr, zunächst in den russischsprachigen Fassungen von Любимая песня (Ljubimaja pesnja, 1955) und Szakadék (1956) und anschließend für die Animationskurzfilme Сказка о золотом петушке (Skaska o solotom petuschke, 1967) und Чуня (Tschunja, 1968).
Rjumina trug seit dem 28. April 1962 den Titel Verdiente Künstlerin der RSFSR. Sie starb 78-jährig und wurde auf dem Wagankowoer Friedhof beigesetzt.

## Privates
Lidija Rjumina war zweimal verheiratet, ihr Familienname leitete sich von ihrem ersten Ehemann ab. Ihr zweiter Partner, der sechs Jahre jüngere Musiker Dmitri Iwanowitsch Kusnezow, gehörte dem Orchester des Wachtangow-Theaters an. Beide hatten zwei gemeinsame Kinder. Ihr Sohn Dmitri absolvierte das Moskauer Staatliche Luftfahrtinstitut und arbeitete als Ingenieur. Die Tochter Natalja besuchte das Institut für Fremdsprachen und wurde Übersetzerin. Sie schreibt außerdem Gedichte.
Rjumina galt als freundliche und hilfsbereite Person. Obwohl sehr gebildet und belesen, stand sie aber auch in dem Ruf, vergesslich und chaotisch zu sein.

## Theater (Auswahl)
- 1941: Парень из нашего города (Paren is naschego goroda) nach Konstantin Simonow
- 1943: Der lebende Leichnam (Schiwoi trup) nach Lew Tolstoi
- 1943: Cyrano de Bergerac nach Edmond Rostand
- 1943: Юность отцов (Junost otzow)
- 1949: Наш общий друг (Nasch obschtschi drug) nach Charles Dickens’ Roman Unser gemeinsamer Freund
- 1957: Когда цветет акация (Kogda zwetet akazija) nach Ruben Akopowitsch Safarow
- 1958: Товарищи романтики (Towarischtschi romantiki) nach Mark Andrejewitsch Sobol
- 1959: Братья Ершовы (Bratja Erschowy) nach Wsewolod Kotschetows Roman
- 1974: Тиль (Til) nach Charles De Costers Roman Die Legende und die heldenhaften, fröhlichen und ruhmreichen Abenteuer von Ulenspiegel und Lamme Goedzak
- 1975: Конец Хитрова рынка (Konez Chitowa rynka) nach Anatoli Alexejewitsch Besuglow und Juri Michailowitsch Klarow
- 1976: Мои надежды (Moi nadeschdy) nach Michail Schatrow

## Filmografie (Auswahl)
- 1938: Der Zauberfisch (Po schtschutschemu weleniju)
- 1961: Aljoschas Liebe (Aljoschkina ljubow)
- 1965: Polizeihund Muchtar (Ko mne, Muchtar!)